# فهرست قنات‌های شهرستان تکاب
جدول زیر براساس آمار وزارت جهاد کشاورزی تهیه شده‌است. فهرست زیر قنات‌های شهرستان تکاب در استان آذربایجان غربی را نشان می‌دهد.
| نام قنات         | موقعیت                       | نزدیک‌ترین روستا | طول قنات (متر) | تعداد میله چاه | عمق مادر چاه | دبی (لیتر بر ثانیه) | سطح زیر کشت (هکتار) |
| ---------------- | ---------------------------- | --------------- | -------------- | -------------- | ------------ | ------------------- | ------------------- |
| أی کس            | بخشی نامعلوم در شهرستان تکاب | قرخلو           | ۱۵۰۰           | ۰              | ۰            | ۲۰                  | ۵                   |
| اباد ی           | بخشی نامعلوم در شهرستان تکاب | قزاقیه          | ۳۰۰            | ۰              | ۰            | ۲۰                  | ۵۰                  |
| اینچه بلاغی      | بخشی نامعلوم در شهرستان تکاب | یلتون آغاج      | ۵۰۰            | ۰              | ۰            | ۱۵                  | ۸۰                  |
| باد کرد          | بخشی نامعلوم در شهرستان تکاب | باد کرد         | ۴۰۰            | ۰              | ۰            | ۱۷                  | ۳۴                  |
| برزگر بیوک باغچه | بخشی نامعلوم در شهرستان تکاب | یلتون آغاج      | ۵۰۰            | ۰              | ۰            | ۲۰                  | ۸                   |
| بیوک دره         | بخشی نامعلوم در شهرستان تکاب | شیرود           | ۲۰             | ۰              | ۰            | ۱۰                  | ۲۶                  |
| حاجی چمن         | بخشی نامعلوم در شهرستان تکاب | تمای            | ۵۰۰            | ۰              | ۰            | ۵                   | ۳۰                  |
| خاتون            | بخشی نامعلوم در شهرستان تکاب | یلتون آغاج      | ۷۰۰            | ۰              | ۰            | ۲۰                  | ۸۰                  |
| سه کانیان        | بخشی نامعلوم در شهرستان تکاب | دوشبلاغ         | ۲۰۰            | ۰              | ۰            | ۱۲                  | ۱۶                  |
| طوغایلو          | بخشی نامعلوم در شهرستان تکاب | اغبلاغ          | ۳۰۰            | ۰              | ۰            | ۱۰                  | ۲۵                  |
| عمومی            | بخشی نامعلوم در شهرستان تکاب | سبیل            | ۲۲۰            | ۰              | ۰            | ۲۰                  | ۵۰                  |
| عیسی خان         | بخشی نامعلوم در شهرستان تکاب | دورباش          | ۵۰۰            | ۰              | ۰            | ۱۰                  | ۲۰                  |
| فتح الملک        | بخشی نامعلوم در شهرستان تکاب | تکاب            | ۷۵۰            | ۰              | ۰            | ۳۵                  | ۱۰۰                 |
| فیض‌آباد          | بخشی نامعلوم در شهرستان تکاب | فیض‌آباد         | ۳۸۰            | ۰              | ۰            | ۴۰                  | ۴۰                  |
| قحچلو            | بخشی نامعلوم در شهرستان تکاب | سبیل            | ۱۵۰            | ۰              | ۰            | ۱۵                  | ۳۵                  |
| قدمی             | بخشی نامعلوم در شهرستان تکاب | تکاب            | ۳۰۰            | ۰              | ۰            | ۳۰                  | ۶۰                  |
| قوشاگل           | بخشی نامعلوم در شهرستان تکاب | قرخلو           | ۵۰۰            | ۰              | ۰            | ۱۵                  | ۳۰                  |
| قوشه بلاغ        | بخشی نامعلوم در شهرستان تکاب | قوشه بلاغ       | ۳۰۰            | ۰              | ۰            | ۱۰                  | ۷۰                  |
| مانگا مردی       | بخشی نامعلوم در شهرستان تکاب | چپدره           | ۵۰             | ۰              | ۰            | ۲                   | ۱۰                  |
| مهدی بلاغ        | بخشی نامعلوم در شهرستان تکاب | سبیل            | ۳۵۰            | ۰              | ۰            | ۱۰                  | ۷۰                  |
| نقدی             | بخشی نامعلوم در شهرستان تکاب | یلتون آغاج      | ۵۰۰            | ۰              | ۰            | ۲۰                  | ۷۰                  |
| هاوارزانه        | بخشی نامعلوم در شهرستان تکاب | چپدره           | ۴۰             | ۰              | ۰            | ۱                   | ۰                   |
| پنکه کبود        | بخشی نامعلوم در شهرستان تکاب | چپدره           | ۷۰             | ۰              | ۰            | ۰٫۵                 | ۱۸                  |
| چغندرجار         | بخشی نامعلوم در شهرستان تکاب | دوشبلاغ         | ۲۰۰            | ۰              | ۰            | ۱۴                  | ۴۴                  |
| یاغ خمسه         | بخشی نامعلوم در شهرستان تکاب | اغوابیک         | ۷۰۰            | ۰              | ۰            | ۲۰                  | ۳۵                  |
| ۱۲ امام          | بخشی نامعلوم در شهرستان تکاب | قراقیه          | ۴۵۰            | ۰              | ۰            | ۱۸                  | ۴۰                  |